# Клюшники (Орловская область)
Клюшники — деревня в Ливенском районе Орловской области России.
Входит в состав Сосновского сельского поселения.

## География
Находится на правом берегу речки, впадающей в реку Сосна, восточнее деревни Щетинка, с которой соединена просёлочной дорогой, и севернее административного центра поселения — села Сосновка.
В деревне имеется одна улица: Луговая.

## Население
| 2010 |
| ---- |
| 39   |